# 新几内亚禽龙

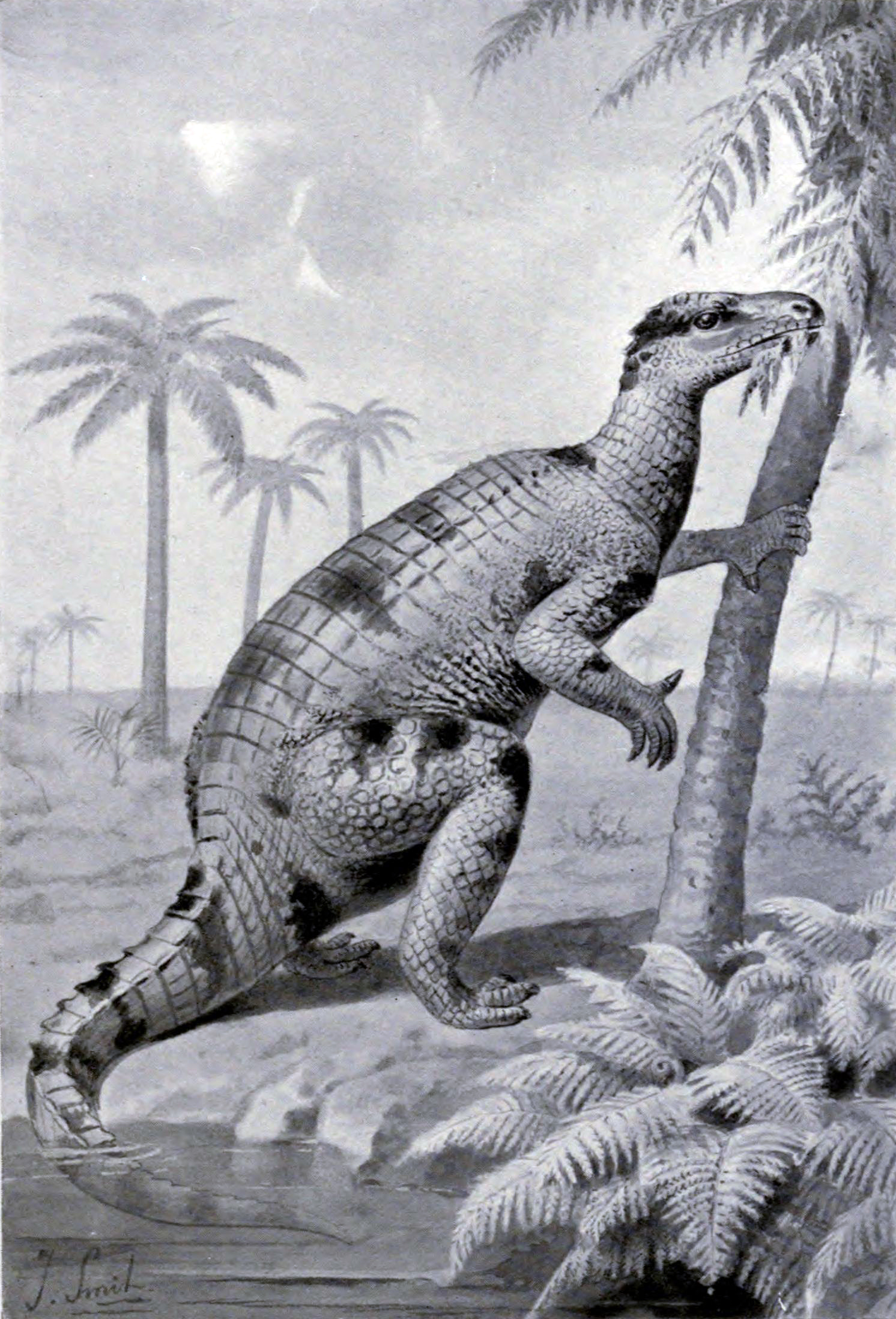
19世纪绘制的禽龙复原图，图中的禽龙被绘制成身体布满鳞片、类似鳄鱼的动物，现代研究表明这是不正确的。

新几内亚禽龙（英语：New Guinea Iguanodon），又称巴布亚禽龙（英语：Papuan Iguanodon）是指出没于新几内亚疑似禽龙的神秘生物。在1999年12月11日，一群新几内亚的居民在Murray地区看见一个奇怪的动物正在涉水。同年，有基督复临安息日会牧师表示于上次目击不远处看见一只有着鳄鱼皮肤、大眼睛、类似牛的头颅、较短小前者及较粗壮后肢、长长的脖子与尾巴的神秘动物。2004年3月，巴布亚新几内亚的森林中传出疑似恐龙的动物出没，并且这只神秘动物还袭击并吞噬了三只狗。当地警方在目击事件发生后曾派出携带M16突击步枪与猎枪的武装警察对目击地点一带进行搜索，但没有任何发现。在神秘动物学中，新几内亚禽龙通常被认为是一个骗局或谣言，因为目击者描绘的禽龙更加贴近早期复原错误的禽龙。